# Ralf Grabsch

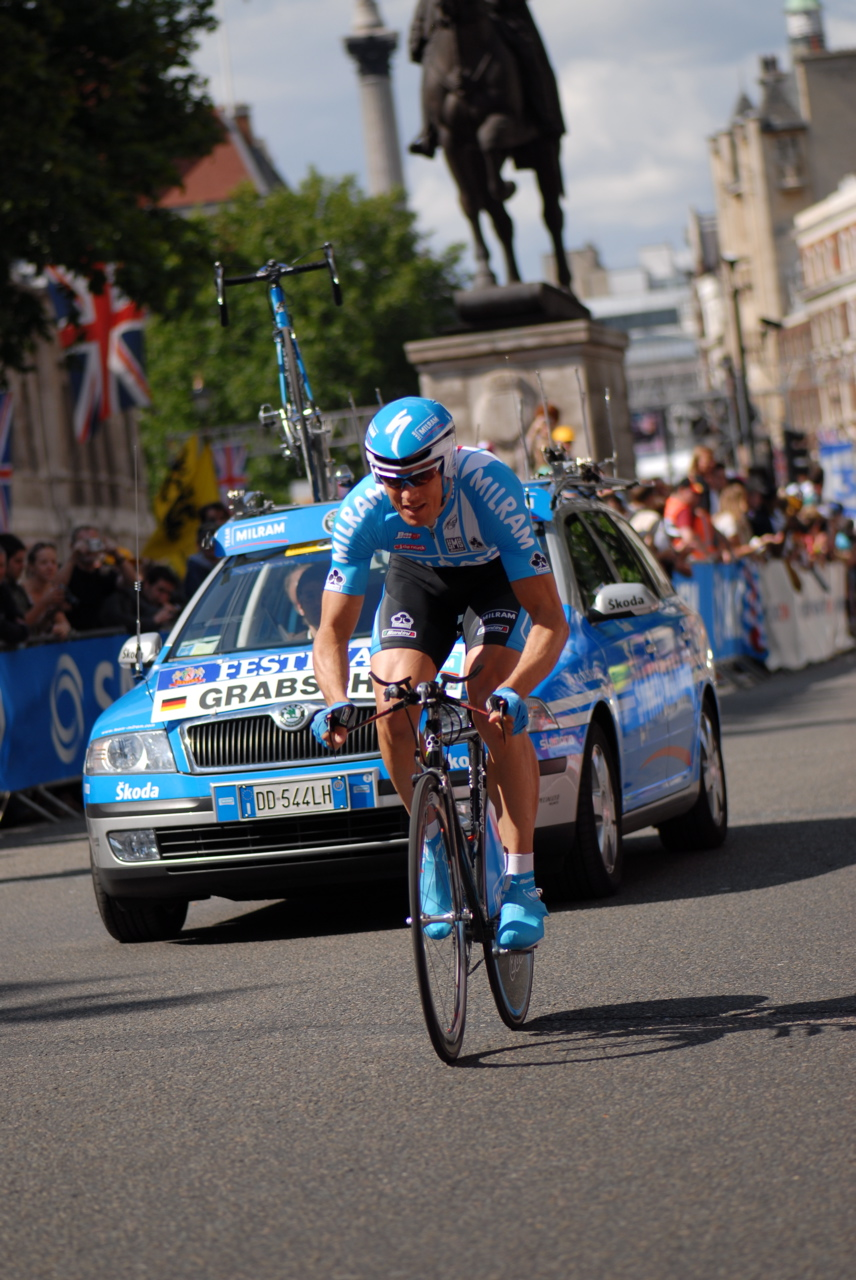
Grabsch bei der Tour de France 2007

Ralf Grabsch (* 7. April 1973 in Lutherstadt Wittenberg, DDR) ist ein deutscher Radsporttrainer, Sportlicher Leiter und ehemaliger Radrennfahrer.

## Radrennfahrer
Ralf Grabsch wuchs in Seegrehna bei Wittenberg auf, wo er auch seinen jüngeren Bruder Bert zum Radsport ermunterte. Beim SC DHfK Leipzig fuhr er bis zur Männerklasse. Danach wechselte er zur RG Hamburg von Trainer Peter Becker. Als Junior belegte er den dritten Gesamtrang bei der Trofeo Karlsberg. An der Seite von Jan Ullrich errang er ab 1994 internationale Erfolge. So gewann er eine Etappe der Friedensfahrt und belegte den zweiten Rang der Einzelwertung hinter seinem Teamkollegen Jens Voigt. Im gleichen Jahr fuhr er mit dem deutschen WM-Vierer auf der Straße zur Bronzemedaille.
Im Jahr 1996 erhielt Grabsch einen Vertrag beim Team Cologne und gewann mit diesem Team die Hessen-Rundfahrt. Drei Jahre später wechselte er zum Team Telekom und erfüllte dort die Rolle des Mannschaftshelfers. Als Mitglied des Team Wiesenhof verfehlte Ralf Grabsch bei den Friedensfahrten 2003 und 2004 einen Tagessieg nur knapp. 2005 gewann er gemeinsam mit Mirco Stockbauer (Schwimmer) und Albert Steurer (Läufer) die Staffel des Triathlon-Wettbewerbs Challenge Roth.
Nach der Saison 2008 trat Grabsch vom aktiven Radsport zurück.

## Sportlicher Leiter und Bundestrainer
Dem Team Milram blieb Grabsch als Sportlicher Leiter erhalten und blieb – zuletzt als Sportdirektor – dort bis zur Auflösung des Teams mit Ablauf der Saison 2010. Für den Bund Deutscher Radfahrer (BDR) war er außerdem seit 2009 als Sportlicher Leiter der Elite-Mannschaft bei den Straßenradsport-Weltmeisterschaften tätig. Mit Beginn der Saison 2012 übernahm er das Amt des Bundestrainers der U23-Nationalmannschaft des BDR. Zudem ist er seit 2013 Sportlicher Leiter beim rad-net Rose Team, seit 2023 rad-net Oßwald.

## Familie
Ralf Grabsch wohnt mit seiner Familie in Hürth bei Köln. Auch sein jüngerer Bruder Bert war als Radrennfahrer aktiv.

## Erfolge

### Straße
1994
- eine Etappe Internationale Friedensfahrt
- Weltmeisterschaften 100 km – Mannschaftszeitfahren

1996
- Gesamtwertung Hessen-Rundfahrt

1997
- eine Etappe Niedersachsen-Rundfahrt
- eine Etappe Bayern-Rundfahrt

1998
- eine Etappe Tour du Poitou-Charentes

1999
- Gesamtwertung und eine Etappe Ster der Beloften

2006
- eine Etappe Bayern-Rundfahrt
- eine Etappe Cologne Classic (Mannschaftszeitfahren)

### Triathlon
2005
- Challenge Roth – Staffel, mit Mirco Stockbauer (Schwimmer) und Albert Steurer (Läufer)

## Grand Tour-Platzierungen
| Grand Tour            | 1999 | 2000 | 2001 | 2002 | 2003 | 2004 | 2005 | 2006 | 2007 | 2008 |
| --------------------- | ---- | ---- | ---- | ---- | ---- | ---- | ---- | ---- | ---- | ---- |
| Giro d’ItaliaGiro     | –    | –    | –    | 111  | –    | –    | –    | –    | –    | –    |
| Tour de FranceTour    | –    | –    | –    | –    | –    | –    | –    | 100  | 116  | 120  |
| Vuelta a EspañaVuelta | 87   | 89   | –    | –    | –    | –    | –    | –    | –    | –    |